# Seznam jezů na Vltavě
Seznam jezů na Vltavě obsahuje údaje o jezech na řece Vltavě v pořadí po proudu řeky, tj. podle klesající hodnoty říčního kilometru, na kterém se jez nachází. Nejsou uvedeny historické, již zaniklé jezy.
Jezy mezi Vyšším Brodem a Boršovem nad Vltavou jsou součástí vodácky frekventovaného úseku (začátek na říčním kilometru 319, konec – říční kilometr 248,5), většinou jsou sjízdné propustí. K překonání jezů na dolním úseku Vltavy (od hráze Slapské přehrady na říčním kilometru 91 po soutok s řekou Labe v Mělníku) slouží pro lodní dopravu plavební komory.
| Říční kilometr | Obec/katastr         | Název jezu                        | Souřadnice                             | Spád (m) | Poznámka |
| -------------- | -------------------- | --------------------------------- | -------------------------------------- | -------- | --- |
| 318            | Vyšší Brod           | U Bílého mlýna                    | 48°37′12,49″ s. š., 14°18′50,81″ v. d. | 1,2      | Propust vlevo |
| 314,9          | Herbertov            | Horní mlýn                        | 48°37′7,71″ s. š., 14°20′52,11″ v. d.  | 1,5      | Propust vlevo |
| 308,5          | Rožmberk nad Vltavou | Dolní mlýn                        | 48°39′18,18″ s. š., 14°21′54,38″ v. d. | 1,4      | Propust vpravo |
| 288,4          | Větřní               | Pečkovský mlýn                    | 48°46′43,76″ s. š., 14°18′2,09″ v. d.  | 1,8      | Propust vpravo |
| 286,3          | Český Krumlov        | Konopa, U Papouščí skály          | 48°47′33,98″ s. š., 14°18′19,41″ v. d. | 1,5      | V roce 2020 rekonstruován; propust vpravo                                                                                                 |
| 284,9          | Český Krumlov        | Na Rechlích, Rechle               | 48°48′1,07″ s. š., 14°18′51,89″ v. d.  | 1,1      | Propust vpravo |
| 284            | Český Krumlov        | U Liry                            | 48°48′22,82″ s. š., 14°18′46,52″ v. d. | 1        | Propust vlevo |
| 283            | Český Krumlov        | Mrázkův mlýn                      | 48°48′34,46″ s. š., 14°18′57,41″ v. d. | 1,5      | Propust vlevo |
| 282,4          | Český Krumlov        | U Jelení lávky                    | 48°48′42,4″ s. š., 14°18′46,51″ v. d.  | 1,5      | Propust vlevo |
| 269            | Zlatá Koruna         | Jez Zlatá Koruna                  | 48°51′5,05″ s. š., 14°21′57,43″ v. d.  | 1,6      | Propust vpravo |
| 250,9          | Zahorčice u Vrábče   | U Rybů                            | 48°54′49,95″ s. š., 14°24′55,72″ v. d. | 0,6      | Poškozený, vlevo protržený |
| 250            | Boršov nad Vltavou   | Zátkův mlýn                       | 48°55′1,9″ s. š., 14°25′26,86″ v. d.   | 2,3      | Propust vlevo nesjízdná |
| 245,3          | Boršov nad Vltavou   | Jez Planá                         | 48°56′12,16″ s. š., 14°27′20,34″ v. d. | 3,5      | Vakový jez, propust vpravo |
| 243,5          | České Budějovice 7   | Jez Rožnov (Štechr)               | 48°56′58,24″ s. š., 14°27′48,21″ v. d. | 1        | Propust uprostřed, sjízdná obtížně |
| 241,7          | České Budějovice 7   | Trilčův jez                       | 48°57′39,38″ s. š., 14°27′33,89″ v. d. | 4        | Propust vlevo nesjízdná |
| 239,6          | České Budějovice 2   | Jiráskův jez                      | 48°58′34,02″ s. š., 14°28′1,3″ v. d.   | 3,5      | Propust vlevo nesjízdná |
| 233,1          | České Vrbné          | Jez České Vrbné                   | 49°0′52,7″ s. š., 14°27′13,09″ v. d.   | 4,5      | Vpravo plavební komora |
| 229,1          | Hluboká nad Vltavou  | Jez Hluboká                       | 49°2′54,93″ s. š., 14°26′45,46″ v. d.  | 3        | Vpravo plavební komora |
| 200,2          | Pašovice             | Jez Kořensko                      | 49°14′26,99″ s. š., 14°22′45,08″ v. d. |          | Tzv. „ponořený stupeň“, voda je zadržována pouze při nízké hladině v Orlické nádrži. Součást vodního díla Kořensko; plavební komora vlevo |
| 66,75          | Praha, Modřany       | Modřanský jez                     | 50°0′29,82″ s. š., 14°23′55,57″ v. d.  | 2,4      | Vpravo plavební komora, vlevo propust |
| 54,2           | Praha, Smíchov       | Šítkovský jez                     | 50°4′33,89″ s. š., 14°24′40,53″ v. d.  | 1,4      | Součást zdymadla Smíchov; propust uprostřed                                                                                               |
| 53,1           | Praha, Staré Město   | Staroměstský jez                  | 50°5′4,82″ s. š., 14°24′39,93″ v. d.   | 1        | Propust uprostřed; pro lodní dopravu je určena smíchovská plavební komora                                                                 |
| 51,2           | Praha, Holešovice    | Helmovský jez                     | 50°5′43,34″ s. š., 14°25′50,73″ v. d.  | 4,4      | Součást zdymadla Štvanice; propust vlevo                                                                                                  |
| 45,6           | Praha, Bubeneč       | Trojský jez                       | 50°6′42,85″ s. š., 14°25′39,3″ v. d.   | 3,4      | Součást zdymadla Troja-Podbaba; propust vpravo                                                                                            |
| 36,8           | Roztoky u Prahy      | Klecanský jez                     | 50°10′9,98″ s. š., 14°24′7,48″ v. d.   | 3,1      | Součást zdymadla Klecany; plavební komora vlevo                                                                                           |
| 27,4           | Dolany u Prahy       | Dolanský jez                      | 50°12′38,49″ s. š., 14°21′22,38″ v. d. | 3,3      | Plavební kanál vpravo |
| 18             | Veltrusy             | Jezový most a zdymadlo Miřejovice | 50°16′33,96″ s. š., 14°18′42,84″ v. d. | 3,5      | U jezu se řeka větví do 4 ramen, plavební komora ve druhém zleva, v pravém propust                                                        |
| 11,6           | Křivousy             | Vraňanský jez                     | 50°18′54,27″ s. š., 14°21′11,52″ v. d. | 3,5      | Propust vpravo, plavební komora vlevo |